# Så tuktas en äkta man
Så tuktas en äkta man är en svensk komedifilm från 1941 i regi av Ragnar Arvedson.

## Handling
Göran Brehmer jobbar som inredningsarkitekt i Stockholm. Han kan inte låta bli att flirta med kvinnliga anställda på arbetsplatsen, och detta vållar bekymmer för honom. Så när han behöver anställa en ny assistent ber han en vän att hitta en kvinna som utseendemässigt inte är så tilldragande. Vännen som är rektor på en högskola tycker dock att en av hans duktigaste elever, Anne-Marie skall få platsen. Hon får helt enkelt göra sig ful innan hon anställs.

## Om filmen
Filmen hade Sverigepremiär i Gävle 12 april 1941. Den har visats på SVT.

## Rollista i urval
- Birgit Tengroth - Anne-Marie Hedberg
- Håkan Westergren - Göran Brehmer, inredningsarkitekt
- Thor Modéen - Kalle Fager, snickare
- Dagmar Ebbesen - fröken Anna "Kassandra" Mathilda Blid
- Liane Linden - Gunilla Gripclou
- Stig Järrel - bankir Baltzar Hassler
- Gösta Cederlund - rektor Björn Thorelius
- Hugo Björne - John Sjöberg
- Signe Wirff - fru Sjöberg
- Solveig Hedengran - Lillemor Bergling
- Carin Swensson - Baltzar Hasslers
- Elly Christiansson - Vera
- Gull Natorp - fröken Beate-Sophie Gripclou, Gunillas kusin
- Anna-Lisa Baude - doktorinnan
- Åke Engfeldt - Bertil Bergling, Lillemors bror
- Carl-Gunnar Wingård - poliskonstapel
- Åke Jensen - Carl-Erik, Bertils kamrat
- Siv Ericks - Maude, tidigare assistent hos Göran
- Gun Schubert - fröken Dahlberg, assistent
- Ragnar Widestedt - direktör Delmar
- Olav Riégo - skilsmässoadvokaten
- Tord Stål - Anne-Maries studentkamrat
- Rolf Botvid - Anne-Maries studentkamrat

### Ej krediterade
- Artur Cederborgh -	direktör Hallberg
- Elsie Levin - assistent i Vår Studio
- Carla Eck - assistent i Vår Studio
- Anders Frithiof - prästen som viger Anne-Marie och Göran
- Kaj Hjelm - springpojke i Vår Studio
- Harald Emanuelsson - Elof, lärling
- Georg Fernquist -	Johansson, betjänt på Gripstaholms slott
- Karl Erik Flens -	expedit i Vår Studio
- Alli Halling - konsulinnan, kund i Vår Studio
- Karl-Arne Bergman - assistent i Vår Studio
- Ann-Margret Bergendahl - flickan i taxis växel
- Lasse Krantz - Axel, gäst hos direktör Delmar
- Eric von Gegerfelt - gäst hos direktör Delmar
- Nils Dahlgren - dansande på restaurangen
- Betty Bjurström - dansande på restaurangen
- Folke Helleberg - dansande på restaurangen/Anne-Marie studentkamrat på restaurangen
- Bengt Logardt - Anne-Maries studentkamrat på restaurangen
- Mary Hjelte - dansande på restaurangen
- Oscar Åberg - dansande på restaurangen
- Helga Hallén - dansande på restaurangen
- Nathan Görling - pianisten i dansorkestern